# Ватиканска библиотека
Ватиканска библиотека или библиотека Свете столице (итал. Biblioteca apostolica vaticana) налази се у Ватикану. Формално је основана 1475. године, иако је заправо много старија, и може се сматрати једном од најстаријих библиотека у свету. Садржи једну од најзначајнијих збирки историјских текстова. Има око 1,6 милиона штампаних књига, 150.000 рукописа, више од 8.500 инкунабула, више од 100.000 гравира и мапа, више од 300.000 златника и медаља. Библиотеци припада и Ватиканска школа библиотекара и лабораторија рестаурације и репродукције важних рукописа.

## Историја

### Почеци
Почетак прикупљања фонда Ватиканске библиотеке био је одређен још у IV веку, тада је на Латеранском двору био сакупљен архив. У VI веку сакупљањем рукописа бавио се државни секретар Ватикана, а у VIII веку се појављује дужност библиотекара Ватикана. Библиотека папе Бонифиција VIII садржала је и кодексе, украшене минијатурама, укључујући 32 грчка рукописа из колекције Фридриха II. У септембру 1303. године неке од његових збирки су опљачкане.

### Оснивање савремене колекције
Оснивачем савремене Ватиканске библиотеке сматра се папа Никола V, изабран 1447. године. Његов претходник папа Евгеније IV имао је 350 рукописа на латинском, грчком и хебрејском језику. Ти рукописи и лична колекција папе Николе V, постали су основа Ватиканске библиотеке, која је тада имала свега 800 рукописа на латинском и 353 на грчком језику. Званично библиотека је била основана 15. јуна 1475. године, булом папе Сикста IV лат. Аd decorum militantis ecclesiae. Први библиотекар Ватиканске библиотеке био је хуманиста Бартоломео Платина.
Папа Лав X, писао је у својим писмима да жели да сакупља копије дела античких писаца. 
Око 1587. године папа Сикст V, ангажовао је архитекту Доменика Фонтану, за изградњу нове зграде за библиотеку, која се и данас користи.
Током реформације приступ збирци библиотеке био је ограничен, након увођења Индекса забрањених књига. Ограничења су укинута током 17. века, а папа Лав XIII формално је поново отворио библиотеку 1883. године.
Године 1809. Наполеон Бонапарта пренео је садржај библиотеке у Париз. Садржај је враћен 1817. године, 3 године након његовог пораза.

## Задаци Ватиканске библиотеке
Све основне функције и задаци библиотеке, описани су у були Аd decorum militantis ecclesiae папе Сикста IV 1475. године, а то важи и данас.
У задатке и обавезе библиотеке улази:
- чување и заштита културних вредности;
- попуњавање колекције рукописима, књигама и другим предметима путем куповине, размене и поклона;
- презентације и састанци научника из целог света и обнова техничких средстава;

## Фондови
Сале библиотеке подељене су на следећа одељења:
- Biblioteca latina – овде се налазе текстови на латинском језику;
- Bibliotheca graeca – рукописи на грчком језику;
- Bibliotheca secretа – највреднији документи;
- Bibliotheca nova – архивски материјали;

Библиотека поседује рукописе Цицерона, Теренција, Хомера, Аристотела, Еуклида, папирус Бодмер – који садржи најстарији текст Јеванђеље по Луки и Јовану, два примерка прве штампане Гутенбергове библије, из средине XV века, а такође и писма Петрарке, Микеланђела, неколико писама Мартина Лутера и Хенрија VIII.

## Пројекти дигитализације
Године 2012. објављени су планови за дигитализацију, у сарадњи са Бодлеаном. Одобрена је и обезбеђена из Полонски фондације са седиштем у Лондону. Године 2014. Света Столица је објавила да је библиотека склопила споразум да дигитализује око 3.000 рукописа у року од 4 године. Постоји могућност да се касније дигитализује још 79.000 јединица библиотечког фонда. Пошто су књиге украшене златом и сребром, неопходна је посебна опрема за њихово скенирање.
Књиге користе злато и сребро у тоновима и захтевају посебну опрему за скенирање.

## Ватиканска тајна библиотека
Тајни архиви Ватикана, је назив за централни архив у коме се налазе сви акти проглашени тајним од стране Свете столице, као и државна документација, преписка и многи други документи које је Црква сакупљала вековима. У XVIII веку, по наређењу папе Павла V, тајни архиви били су одвојени од Ватиканске библиотеке, где су научници имали врло ограничен приступ и остао је потпуно затворен до 1881. године, када их је папа Лав XIII отворио за истраживаче.

## Посета библиотеци
Отворени приступ фондовима библиотеке за научноистраживачки рад, загарантован је Латеранским пактом. Сваког дана библиотеку могу посетити у просеку око 150 научника и стручњака.
При секретаријату библиотеке ради одељење које се бави дозволом за приступ фондовима библиотеке: истраживачима, професорима универзитета, студентима који раде на докторској тези.